# Nikkey Shimbun
O Nikkey Shimbun (ニッケイ新聞) ou Jornal do Nikkey (tradução em português) é um jornal em japonês publicado na Liberdade, São Paulo, Brasil. É um de dois jornais em língua japonesa publicados na cidade, o outro sendo o São Paulo-Shimbun. Raul Takaki (高木 ラウル Takaki Rauru) é o Diretor Presidente da empresa desde a sua fundação. Desde 2013 o editor chefe é Masayuki Fukuzawa.
O jornal também distribui o Prêmio Paulista de Esporte.

## História
O Nikkey Shimbun nasceu de uma ousada aquisição que resultou na fusão dos jornais Paulista (fundado em 1947) e do Diário Nippak (Nippak Mainichi Shimbun). Desta maneira, nasceu a Editora Jornalística União Nikkei, empresa controladora do Nikkey Shimbun e do Jornal Nippak.
O Diário Nippak foi chefiado por Toshihiko "Kan-cham" Nakabayashi (morreu em 1992 aos 77 anos)
O Nikkey Shimbun afirmou em 2017 que vendia diariamente cerca de 20 000 exemplares.

## Jornal Nippak
Devido ao envelhecimento da comunidade imigrante japonesa, o jornal lança uma edição semanal em português, o Jornal Nippak, inicialmente direcionado aos filhos dos imigrantes. Desde 2013 o redator-chefe é Aldo Shiguti. No lançamento do Jornal Nippak, já havia um site em português. Raul Takaki disse que apesar de o site em português existir, e o outro jornal japonês da cidade também ter um, a Nikkey Shimbun sentia a necessidade de um jornal direcionado aos Nikkeis. Shiguti afirmou que brasileiros interessados na cultura japonesa também compram cópias da edição em português.